# Vataireopsis araroba
Vataireopsis araroba es una especie de planta medicinal  perteneciente a la familia de las fabáceas. De la planta se obtiene un polvo llamado Goa, en referencia a que era distribuido desde el puerto de Malabar, donde llegó a las Indias Orientales a través de Portugal y sus colonias y hasta 1875 no fue dada a conocer la droga desde Brasil. 

## Descripción
Es un árbol grande y suave y muy común en Bahía, Brasil.  La madera es amarillenta y tiene canales longitudinales y espacios intermedios en los que el polvo se deposita, aumentando la cantidad con la edad del árbol. Al ser cortados este polvo irrita los ojos y la cara de los leñadores.

## Propiedades
El polvo es tóxico e insoluble. Contiene del 80 a 84 por ciento de crisarobina (fácilmente convertibles en ácido chrysophanico), resina, fibra de madera, y amargos. 
Se usa en eczemas, psoriasis, acné, alopecia, enfermedades de la piel y especialmente contra la tenia.

## Taxonomía
Vataireopsis araroba fue descrita por (Aguiar) Ducke  y publicado en Annaes da Academia Brasileira de Sciencias 8: 26. 1936.
Sinonimia
- Andira araroba Aguiar basónimo
- Vouacapoua araroba (Aguiar) A.Lyons[3]

## Nombre común
- castellano: Angelin, Po de Bahía.[4]